# Lucius Henderson
Pour les articles homonymes, voir Henderson.
Lucius Henderson est un acteur et réalisateur américain, né en 1861 à Aledo, dans l'Illinois, et mort le 18 février 1947 à New York (États-Unis).

## Biographie
D'abord comédien de théâtre, il débuta au cinéma (comme réalisateur), en 1911 à la Thanhouser Company. En 1917, il se retire du cinéma, avant de revenir tourner quelques films comme acteur, à partir de 1923. Il a notamment travaillé pour les studios Universal en 1915.

## Filmographie

### Réalisateur
- 1911 : When Love Was Blind
- 1911 : Adrift
- 1911 : The Imposter
- 1911 : The Lady from the Sea
- 1912 : Docteur Jekyll et M. Hyde
- 1912 : The Poacher
- 1912 : My Baby's Voice
- 1912 : The Star of the Side Show
- 1912 : An Easy Mark
- 1912 : The Baby Bride
- 1912 : When Mandy Came to Town
- 1912 : The Little Shut-In
- 1912 : Dottie's New Doll
- 1912 : Her Secret
- 1912 : On the Stroke of Five
- 1912 : Why Tom Signed the Pledge
- 1912 : The Night Clerk's Nightmare
- 1912 : The Twins
- 1912 : Farm and Flat
- 1912 : The Professor's Son
- 1912 : Doggie's Debut
- 1912 : Under Two Flags
- 1912 : The Merchant of Venice
- 1912 : Cousins
- 1912 : As Others See Us
- 1912 : Lucile
- 1912 : Undine
- 1912 : The Little Girl Next Door
- 1913 : Cymbeline
- 1913 : Tannhäuser
- 1913 : Sapho
- 1913 : The Tomboy's Race
- 1914 : Salomy Jane
- 1915 : On Dangerous Ground
- 1915 : The Bribe
- 1915 : The Golden Spider
- 1915 : Mary's Duke
- 1915 : The Supreme Impulse
- 1915 : The Rustle of a Skirt
- 1915 : The Broken Toy
- 1915 : The Honor of the Ormsbys
- 1915 : The Blank Page
- 1915 : The Girl Who Had a Soul
- 1915 : A Witch of Salem Town
- 1915 : The Judgement of Men
- 1915 : A Daughter of the Nile
- 1915 : Circus Mary
- 1915 : The Little White Violet
- 1915 : Jeanne of the Woods
- 1915 : The Taming of Mary
- 1915 : Under Southern Skies
- 1915 : The Woman Who Lied
- 1915 : Li'l Nor'wester
- 1915 : The Tale of the 'C'
- 1916 : The Heart of a Mermaid
- 1916 : A Sea Mystery
- 1916 : Artistic Interference
- 1916 : Madame Cubist
- 1916 : The Strength of the Weak
- 1916 : The Little Fraud
- 1916 : Thrown to the Lions
- 1916 : The Girl Who Feared Daylight
- 1916 : The Huntress of Men
- 1916 : The Three Wishes
- 1916 : The Limousine Mystery
- 1916 : The Scarlet Mark
- 1916 : Behind the Veil
- 1916 : The Garden of Shadows
- 1916 : A Splash of Local Color
- 1916 : The Trail of Chance
- 1916 : Love's Masquerade
- 1916 : Cheaters
- 1916 : Stolen Honors
- 1917 : The Beautiful Impostor
- 1917 : The Untamed
- 1917 : To the Highest Bidder

### Acteur
- 1923 : Toilers of the Sea : The Priest
- 1925 : A Man Must Live : Ross-Fayne
- 1925 : The New Commandment : Henri Darcourt
- 1926 : White Mice : General Rojas
- 1926 : The Great Deception : Burton
- 1935 : Once in a Blue Moon